# Oxira ishidella
Oxira ishidella är en fjärilsart som beskrevs av Matsumura 1926. Oxira ishidella ingår i släktet Oxira och familjen nattflyn. Inga underarter finns listade i Catalogue of Life.